# Daniela Schneeberger
Pour les articles homonymes, voir Schneeberger.
Daniela Schneeberger, née le 19 septembre 1967 à Liestal (originaire de Thürnen), est une personnalité politique suisse, membre du Parti libéral-radical.
Elle est députée du canton de Bâle-Campagne au Conseil national depuis 2011.

## Biographie
Daniela Schneeberger naît le 19 septembre 1967 à Liestal. Elle est originaire d'une autre commune du canton de Bâle-Campagne, Thürnen.
Après avoir suivi l'École de commerce à Liestal, elle obtient un brevet fédéral d'agent fiduciaire.
Elle dirige depuis 1996 sa propre agence fiduciaire qu'elle a reprise de son père. Elle est également partenaire de l'agence Duttweiler Treuhand depuis 2019.
Elle habite à Thürnen avec son partenaire.

## Parcours politique
Daniela Schneeberger est élue en mars 1999 au Landrat du canton de Bâle-Campagne (parlement). Elle y siège à partir du mois de juillet de la même année et y est réélue à trois reprises. Elle le préside de juillet 2004 à juin 2005 lors de son deuxième mandat.
Elle est élue de justesse au Conseil national lors des élections fédérales de 2011 et réélue en 2015, 2019 et 2023. Elle siège au sein de la Commission de l'économie et des redevances (CER) depuis décembre 2015 et de la Commission des affaires juridiques (CAJ) depuis décembre 2019, après avoir siégé au sein de la Commission de la sécurité sociale et de la santé publique (CSSS) jusqu'en septembre 2013, de la Commission des finances (CdF) de septembre 2012 à novembre 2015 et de la Commission des institutions politiques (CIP) de septembre 2013 à décembre 2015.
Elle est également candidate au Conseil des États en 2019. Arrivée en tête au premier tour, elle est battue au second par la Verte Maya Graf.

## Autres mandats
Elle est vice-présidente de l'Union suisse des arts et métiers depuis 2020 et présidente de l'Union suisse des fiduciaires depuis 2013.